# 봉화 송월재 종택
봉화 송월재 종택(奉化 松月齋 宗宅)은 대한민국 경상북도 봉화군 법전면 법전리에 있는 종택이다. 2005년 12월 26일 경상북도의 문화재자료 제496호로 지정되었다.

## 개요
송월재(松月齋) 이시선(李時善)의 7대손인 이하필(李夏弼)이 건립한 주택이다.
종택은 정면 6칸 측면 6칸 규모의 口字形 건물인데, 전면에 있었던 대문채는 1960년경에 철거하였으며 정침(正寢)의 우측에는 최근에 건립한 사당(祠堂)이 방형의 토석담장을 두른 별도의 공간 안에 자리잡고 있다.
정침(正寢)의 평면은 중문칸을 중심으로 우측에는 사랑방 2칸과 사랑마루 2칸으로 구성된 사랑공간을 두었으며, 중문을 들어서면 내정을 사이에 두고 2통칸의 안방과 2칸 대청이 내정 폭을 가득히 메우며 자리잡고 있다.

## 참고 자료
- 봉화 송월재 종택 - 국가유산청 국가유산포털